# Jadwiga Obrembalska
Jadwiga Obrembalska ps. Jaga, Tadeusz (ur. 4 kwietnia 1932 w Warszawie, zm. 5 kwietnia 2020 tamże) – polska działaczka podziemia antykomunistycznego, major wojsk lądowych, działaczka organizacji kombatanckich.

## Życiorys
Córka Wacława Miernik i Kazimiery Miernik z d. Kurowskiej. Ochrzczona w kościele pod wezwaniem św. Karola Boromeusza przy ul. Chłodnej. Do 1944 mieszkała z rodzicami na Woli w Warszawie. 7 sierpnia 1944, w trakcie powstania warszawskiego straciła ojca, który zginął od kuli niemieckiego snajpera. Rodzina wygnana z mieszkania uciekła do rodzinnego majątku w Potworowie (województwo świętokrzyskie). 24 stycznia 1945 powróciła do Warszawy, gdzie zamieszkała w mieszkaniu przy ul. Siennej, należącym do rodziny. Przedwojenne mieszkanie nie zachowało się – kamienica została zburzona.
Uczyła się w Katolickiej Szkole Podstawowej im. Królowej Jadwigi w Mariówce oraz w gimnazjum. W 1948 przystąpiła do podziemnej organizacji antykomunistycznej „Skorpion” jako łączniczka. Była wówczas najmłodszą członkinią organizacji. Aresztowana 4 kwietnia 1949. W maju 1949 w wyniku rozbicia organizacji przez władze komunistyczne została skazana na rok więzienia w zawieszeniu na 2 lata i osadzona w więzieniu karno-śledczym nr III w Warszawie, gdzie przebywała do 9 września 1949. Pamiątką po czasie uwięzienia jest wykonany przez nią różaniec z chleba, który przekazała w 1991 roku Janowi Pawłowi II. Obecnie różaniec znajduje się w sanktuarium MB Licheńskiej w Licheniu.
W latach 50. pracowała przez kilka miesięcy jako pomoc architekta w Biurze Odbudowy Stolicy na stanowisku pomocy architekta, jednak straciła pracę z powodów politycznych.
Czynnie udzielała się w ruchu kombatanckim. Wieloletnia Prezes Zarządu Głównego oraz oddziału warszawskiego Związku Więźniów Politycznych Okresu Stalinowskiego. Wiceprezes Rady Federacji Stowarzyszenia Weteranów Walk o Niepodległość RP. Stanowiska piastowała aż do śmierci.
Była prezesem komitetu budowy pomnika i tablic pamiątkowych ku czci pomordowanym w praskich więzieniach. Pomnik został wybudowany na terenie więzienia "Toledo". Akt erekcyjny wmurowano 22 listopada 1997 r. 30 września 2001 pomnik został poświęcony przez biskupa Zbigniewa Kraszewskiego. W uroczystości brał udział także ks. prał. Zdzisław Peszkowski oraz byli więźniowie. Autorzy projektu pomnika to Dariusz Kowalski i Sławomir Korzeniowski.
Członkini Rady do Spraw Kombatantów i Osób Represjonowanych.
Przez całe życie mieszkała w Warszawie. Miała męża, trzy córki, pięcioro wnucząt i czworo prawnucząt. Zmarła w Warszawie po długim zmaganiu się z chorobą nowotworową.

## Odznaczenia
- Krzyż Oficerski Orderu Odrodzenia Polski, przyznany 9 stycznia 2009 przez Prezydenta RP Lecha Kaczyńskiego[7]
- Medal „Pro Bono Poloniae”
- Pro Patria
- Medal „Pro Memoria”
- Złoty Krzyż Zasługi
- Krzyż więźnia politycznego 1939-1956 (przyznany 20 czerwca 1997)
- Srebrny Medal "Opiekun Miejsc Pamięci Narodowej", przyznany 16 lipca 2003 przez Władysława Bartoszewskiego
- Gloria Victis, związek więźniów politycznych okresu stalinowskiego 1989-2009